# شبکه اجتماعی موبایل

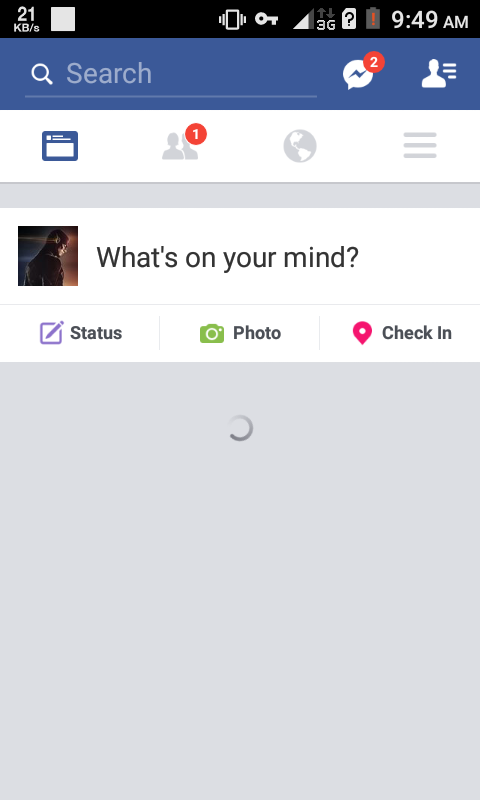
اسکرین شات از فیس بوک

شبکه اجتماعی سیار، شبکه اجتماعی ای است که در آن از تلفن همراه برای ایجاد ارتباط استفاده می‌شود. هم‌اکنون دو نوع سرویس شبکه اجتماعی سیار وجود دارد. نوع اول همان شبکه‌های اجتماعی تحت وب هستند(موبلاگ ها) که امکان دسترسی از طریق تلفن همراه را نیز فراهم کرده‌اند و نمونه‌های بارز آن فیس بوک و مای ایپیس است . نوع دوم سرویس‌های محلی و منطقه‌ای است که اوپراتورهای تلفن همراه فراهم می‌کنند و بر اساس سرویس‌هایی مانند پیامک و MMS کار می‌کنند.